# Teuchophorus ornatuloides
Teuchophorus ornatuloides är en tvåvingeart som beskrevs av Henk J.G. Meuffels och Patrick Grootaert 2004. Teuchophorus ornatuloides ingår i släktet Teuchophorus och familjen styltflugor.
Artens utbredningsområde är Thailand. Inga underarter finns listade i Catalogue of Life.